# Orchésographie
L'Orchesographie ou Orchesographie et traicté en forme de dialogue par lequel toutes personnes peuvent facilement apprendre & practiquer l'honneste exercice des dances est un traité de danse publié en 1589 (privilège daté du 22 novembre 1588) par Thoinot Arbeau, anagramme de Jehan Tabourot, chanoine de Langres.
L'ouvrage connaît une réédition posthume en 1596, puis de nombreuses autres rééditions et traductions à partir de 1878 (voir la liste plus bas).
C'est le corpus le plus complet des danses pratiquées au XVIe siècle. C'est aussi et surtout le premier manuel de danse qui indique avec précision les pas à exécuter en regard de la partition musicale. C'est également la première méthode de tambour publiée au monde.

## Contenu
L’Orchésographie (dont le titre signifie, étymologiquement, « écriture de la danse » – des mots grecs orkhêsis, « danse », et graphein, « écrire ») a pour but avoué d'apprendre aux jeunes gens (sous-entendu : de bonnes familles) les pas et les convenances qui seyent aux danseurs. À l'exception de la basse danse — qui est « hors d'usage depuis quarante ou cinquante ans » —, le répertoire décrit par Arbeau se différencie singulièrement des danses pratiquées au Moyen Âge et jusqu'au siècle précédent. Le répertoire de l’Orchésographie paraît donc « jeune » et, en tous cas, récemment introduit dans une certaine classe moyenne française.
Outre la description précise du nombre de pas et leurs fioritures, l'auteur utilise un procédé novateur : la pédagogie. En effet, Capriol, un jeune homme courtois mais inexpérimenté dans l'art de la danse, suit les conseils de son précepteur Arbeau : Capriol pose des questions, Arbeau y répond. Parfois même Capriol se trompe dans l'exécution ou la compréhension des différents branles, pavanes etc., ce qu'il s'empresse de corriger car Capriol le dit lui-même dans l'introduction de l’Orchésographie : « J’ay prins plaisir en l'escrime & jeu de paulme, ce qui me rend bien voulu & familier des jeusnes hommes. Mais j’ay deffault de la dance pour complaire aux damoiselles, desquelles il me semble que depend toute la reputation d’un jeusne homme à marier ».

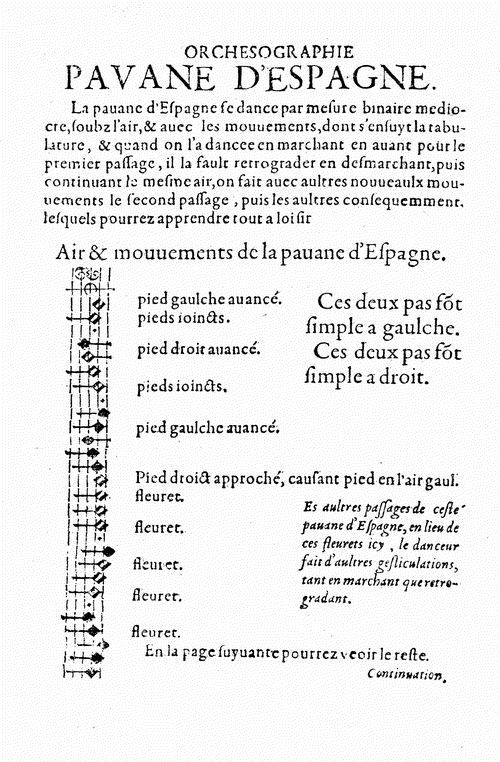
page de notation de danse

Pour appréhender ces danses, il faut se familiariser avec un vocabulaire qui leur est propre. La plupart se danse en ronde fermée (les branles en sont un parfait exemple), les danseurs se tenant par la main. On alternera si possible homme et femme au sein de cette ronde. Lorsque la musique commence, les danseurs ont les pieds joints et chercheront à les avoir ainsi à la fin de chaque pas ; la ronde effectue alors une progression dans le sens des aiguilles d'une montre.
Les principaux pas sont décrits dans l'article branle. Il s'agit de :
- simple à gauche
- double à gauche
- simple à droite
- double à droite.

La musique et le tempo garantissent une cohérence dans les pas. On ressentira d'ailleurs, à force d'entraînement, les moments où l'on doit faire un simple, un double et dans quel sens. Quant aux fioritures, elles sont l'apanage des bons amateurs qui souhaitent augmenter la difficulté tout en préservant le style.
Aujourd'hui encore, l’Orchésographie est une référence pour tout amateur de danse de la Renaissance. Chacun, l’œuvre en main, peut déchiffrer aisément les pas sur la musique appropriée. Il existe dans le commerce de très bons disques avec la mention d’après l'Orchésographie de Thoinot Arbeau.

### Table des matières
Voici une sorte de « table des matières » de l’Orchésographie, renvoyant éventuellement aux descriptions des danses :
- f. 9v : tablatures pour « battre le tambour »
- f. 18v : « jouer du fifre ou arigot »
- f. 26r : basse danse
- f. 30r : pavane, notamment l'air Belle qui tiens ma vie
- f. 51r : tourdion
- f. 52v : gaillarde
- f. 63v : volte
- f. 65v : courante
- f. 67r : allemande
- f. 68v : branle double
- f. 71r : branle simple
- f. 71v : branle gay
- f. 72v : branle de Bourgogne
- f. 73r : branle du Haut Barrois
- f. 74v : branle coupé Cassandre
- f. 75r : branle coupé Pinagay
- f. 76r : branle coupé Charlotte
- f. 77r : branle coupé de la Guerre
- f. 78r : branle coupé Aridan
- f. 79r : branle de Poitou
- f. 79v : branle d'Écosse
- f. 81r : trihory de Bretagne
- f. 82r : branle de Malte
- f. 83r : branle des Lavandières
- f. 84r : branle des Pois
- f. 85r : branle des Hermites
- f. 86r : branle du Chandelier
- f. 87r : branle des Sabots
- f. 88r : branle des Chevaux (écouter un extrait)
- f. 89r : branle de la Montarde
- f. 90r : branle de la Haie
- f. 91v : branle de l'Official
- f. 93r : gavotte
- f. 94r : morisque ou mauresque
- f. 95v : canarie
- f. 96v : pavane d'Espagne
- f. 97r : les bouffons

Le branle de l'Official a donné sa musique à un noël anglo-saxon (Christmas carol) très connu : "Ding-dong merrily on high".

## Liste des éditions et traductions
- 1589 : Orchésographie ou Traicté en forme de dialogue par lequel toutes personnes peuvent facilement apprendre & practiquer l'honneste exercice des dances. Langres : Jehan des Preyz, 1589. Il existe également une édition non datée, dans laquelle certains voient une pré-édition de 1588.
- 1596 : Orchésographie, métode, et téorie en forme de discours et tablature pour apprendre à dancer, battre le tambour en toute sorte & diversité de batteries, jouer du fifre & arigot, tirer des armes & escrimer, avec autres honnestes exercices fort convenables à la jeunesse, affin d'estre bien venue en toute joyeuse compagnie & y monstrer sa dextérité & agilité de corps. Langres : Jehan des Preyz, 1596.
- 1878 : Die Tänze des XVI. Jahrunderts und die alte französische Tanzschule vor Einführung der Menuett. Nach Jean Tabourot's Orchésographie herausgegeben von Albert Czerwinski. Danzig : l'auteur, 1878.
- 1888 : Orchésographie, par Thoinot Arbeau. Réimpression précédée d'une notice sur les danses du XVIe siècle, par Laure Fonta, Paris : F. Vieweg, 1888.
- 1925 : Orchesography : a treatise in the form of a dialogue. Whereby all manner of persons may easily acquire and practice the honourable exercice of dancing. Now first translated from the original edition published at Langres, 1588, by Cyril W. Beaumont. Londres : C.W. Beaumont, 1925.
- 1946 : Orquesografía : tratado en forma de diálogo ; versión castellana del texto inglés traducido por Cyril W. Beaumont de la edición original publicada en Langres en 1588. Buenos Aires : Centurión, 1946.
- 1948 : Orchesography : a treatise in the form of a dialogue. Whereby all may easily learn and practice the honourable exercice of dancing. Translated by Mary Steward Evans. New York : Kamin Dance, 1948.
- 1967 : Orchesography. Translated by Mary Steward Evans. With a new introduction and notes by Julia Sutton and a new Labanotation section by Mireille Backer and Julia Sutton. New York : Dover, 1967.
- 1968 : Orchesography : a Treatise in the Form of a Dialogue. Whereby all Manner of Persons may easily acquire and practice the honourable Exercice of Dancing. Now first translated from the original edition published at Langres, 1588, by Cyril W. Beaumont. New York : Dance Horizons, 1968.
- 1970 : Orchésographie, par Thoinot Arbeau. Réimpression précédée d'une notice sur les danses du XVIe siècle, par Laure Fonta, Genève : Slatkine : 1970.
- 1972 : Orchésographie, métode, et téorie en forme de discours et tablature pour apprendre à dancer, battre le tambour en toute sorte & diversité de batteries, jouer du fifre & arigot, tirer des armes & escrimer, avec autres honnestes exercices fort convenables à la jeunesse, affin d'estre bien venue en toute joyeuse compagnie & y monstrer sa dextérité & agilité de corps. Fac-similé : Genève : Minkoff, 1972.
- 1980 : Die Tänze des XVI. Jahrunderts und die alte französische Tanzschule vor Einführung der Menuett. Nach Jean Tabourot's Orchésographie herausgegeben von Albert Czerwinski. Hildesheim : Olms, 1980.
- 1981 : Orchésographie, par Thoinot Arbeau. Réimpression précédée d'une notice sur les danses du XVIe siècle, par Laure Fonta. Fac-similé, Bologne : Forni, 1981.
- 1988 : Orchésographie ou Traicté en forme de dialogue par lequel toutes personnes peuvent facilement apprendre & practiquer l'honneste exercice des dances. Facsimilé, Langres : Dominique Guéniot, 1988.
- 1995 : Orchésographie ou Traicté en forme de dialogue par lequel toutes personnes peuvent facilement apprendre & practiquer l'honneste exercice des dances. Fac-similé, Paris : Klincksieck, 1995.